# Hebron (Texas)
Hebron é uma cidade  localizada no estado norte-americano de Texas, no Condado de Denton.

## Demografia
Segundo o censo norte-americano de 2000, a sua população era de 874 habitantes.
Em 2006, foi estimada uma população de 158, um decréscimo de 716 (-81.9%).

## Geografia
De acordo com o United States Census Bureau tem uma área de
10,6 km², dos quais 10,5 km² cobertos por terra e 0,1 km² cobertos por água. Hebron localiza-se a aproximadamente 189 m acima do nível do mar.

## Localidades na vizinhança
O diagrama seguinte representa as localidades num raio de 12 km ao redor de Hebron.